# 波号第百五潜水艦
波号第百五潜水艦（はごうだいひゃくごせんすいかん）は、日本海軍の潜水艦。波百一型潜水艦の5番艦。太平洋戦争を生き延び、戦後海没処分された。

## 艦歴
マル戦計画の輸送潜水艦小型、第4601号艦型の5番艦、仮称艦名第4605号艦として計画。1944年6月29日、川崎重工業泉州工場で仮称艦名第4603号艦と同時に起工。8月25日、波号第百五潜水艦と命名されて波百一型潜水艦の5番艦に定められ、本籍を呉鎮守府と仮定。10月20日、艤装員事務所を神戸川崎造船所内に設置し事務を開始。31日、進水。進水後の艤装は川崎重工業本社艦船工場で行う。
1945年2月19日竣工し、艤装員事務所を撤去。本籍を呉鎮守府に定められ、第六艦隊第十一潜水戦隊に編入。同日、呉へ向け神戸発。21日呉着。25日、訓練のため伊予灘へ向け呉発。
3月7日、別府湾に帰投。9日から再び伊予灘で訓練に従事。19日の呉軍港空襲の際には長鯨や波号第103潜水艦とともに対空戦闘を行う。撃墜戦果、損害ともになし。21日、波号第103潜水艦とともに呉に帰投し、22日から揚塔訓練を呉で行う。
4月9日から再び伊予灘で訓練に従事。15日、呉に帰投して防探塗料の塗布など、出撃前工事を行う。
5月7日から再び伊予灘で訓練に従事。17日、第六艦隊第十六潜水隊に編入。19日、第六艦隊の軍隊区分先遣部隊第一潜水部隊に編入。25日、天号作戦に参加するため呉を出撃し、沖縄東方海面で哨戒と偵察に従事。
6月、本艦をガソリン輸送潜水艦とすることが決定される。
7月1日、第十六潜水隊から削除され、第三十四潜水隊に編入。8月15日、第三十四潜水隊が解隊され、第十五潜水隊に編入。終戦時は呉に所在。11月30日、海軍省の廃止に伴い除籍。
1946年4月1日、五島列島キナイ島沖でアメリカ海軍により海没処分された。

## 潜水艦長
艤装員長
1. 木内哲朗 大尉：1944年11月6日 - 1945年2月19日

潜水艦長
1. 木内哲朗 大尉：1945年2月19日 - 1945年11月29日